# Lassay-les-Châteaux
Lassay-les-Châteaux is een gemeente in het Franse departement Mayenne (regio Pays de la Loire). De plaats maakt deel uit van het arrondissement Mayenne. Lassay-les-Châteaux telde op 1 januari 2022 2.243 inwoners.

## Geografie
De oppervlakte van Lassay-les-Châteaux bedroeg op 1 januari 2022 57,63 vierkante kilometer; de bevolkingsdichtheid was toen 38,9 inwoners per km².

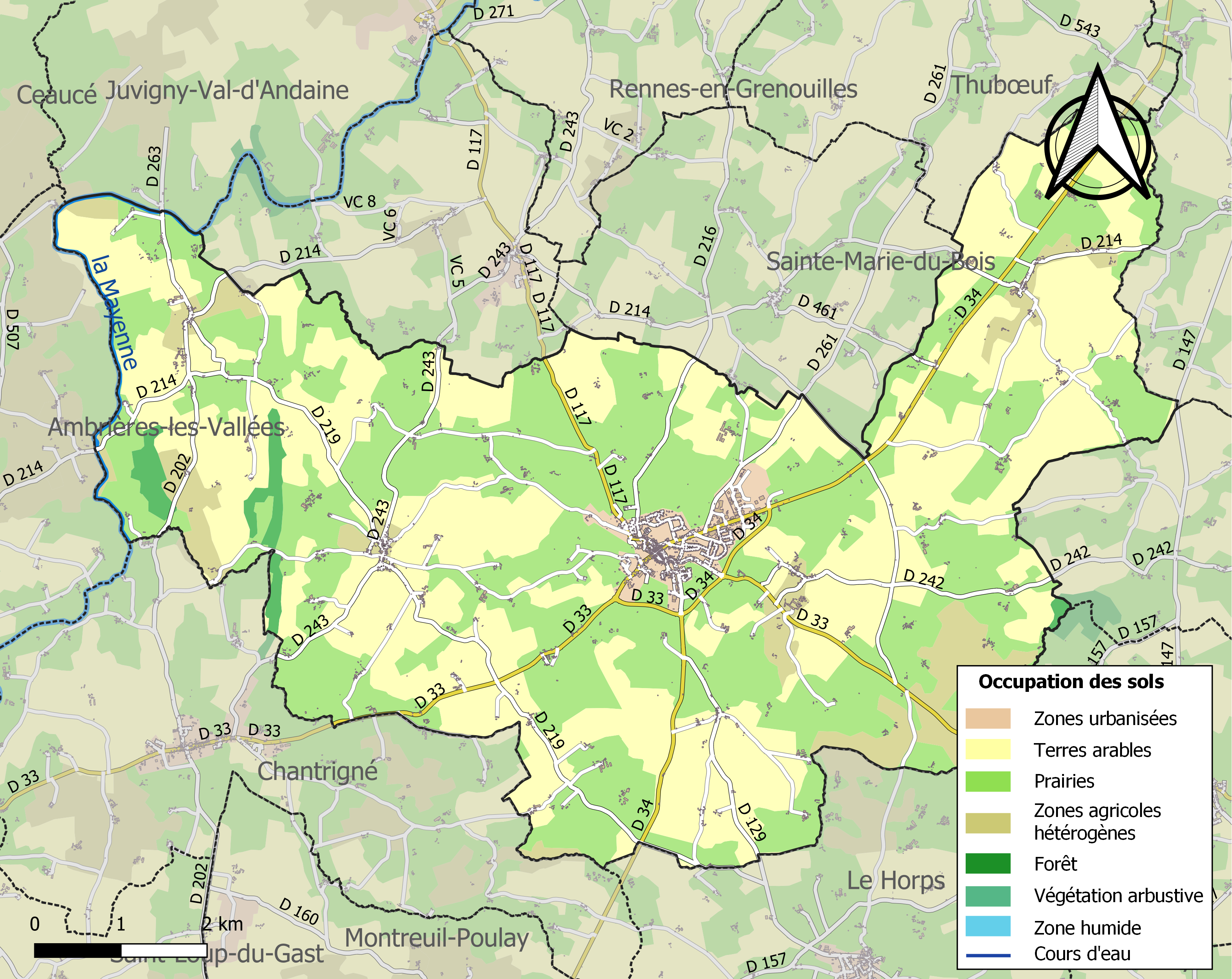
Kaart van de gemeente met de belangrijkste infrastructuur, bodemgebruik en omliggende gemeenten

## Demografie
Onderstaande figuur toont het verloop van het inwonertal (bron: INSEE-tellingen).